# Муру, Николай Петрович
Николай Петрович Муру (18 декабря 1921, Орёл — 2004, Санкт-Петербург) — учёный в области судоподъёма и военного кораблестроения, подводной и надводной непотопляемости кораблей и судов, главный инженер — заместитель командира экспедиции особого назначения (ЭОН-35) по подъёму линкора «Новороссийск» в Севастопольской бухте, педагог, доктор технических наук, профессор, Заслуженный деятель науки и техники Российской Федерации, капитан 1 ранга в отставке.

## Биография
Николай Петрович Муру родился 18 декабря 1921 года в городе Орёл Орловской губернии в семье рабочего. В 1939 году окончил с «золотым» аттестатом среднюю школу и в июле того же года поступил на кораблестроительный факультет Высшего военно-морского инженерного училища им. Ф. Э. Дзержинского.
Начало Великой Отечественной войны встретил курсантом 2 курса училища. В 1942 году участвовал в достройке и испытаниях подводных лодок типа «Малютка» XII серии в городе Молотовске (ныне Северодвинск), в 1943 году принимал участие в аварийно-восстановительном ремонте боевых кораблей Черноморского флота в городе Поти. За успешный ремонт повреждённого авиабомбой лидера «Харьков» и освоение метода ремонта винторулевой группы без докования путём установки кессона был награждён Почётной грамотой Народного комиссара Военно-морского флота Н. Г. Кузнецова. В 1944 году первым по выпуску окончил училище, его имя было занесено на мраморную доску почёта. Произведён в инженеры-лейтенанты. Был направлен для прохождения службы инженером кораблестроителем 2 отделения 89 аварийно-спасательного отряда Балтийского флота. В 1945 году руководил операцией по судоподъёму 5000 тонного плавучего дока, который производился по его проекту, за что в сентябре 1945 года был награждён орденом Отечественной войны 2 степени, участвовал в подъёме ледокола «Алёша Попович» (ледокол затонул в марте 1947 в Рижском заливе, где пробивал трассу во льдах для судов, следующих в Рижский морской порт), подорвавшихся на минных полях и затонувших немецких крупных пассажирских лайнеров «Ганза» и «Гамбург», каждый из которых имел водоизмещение 31 тыс. тонн, 

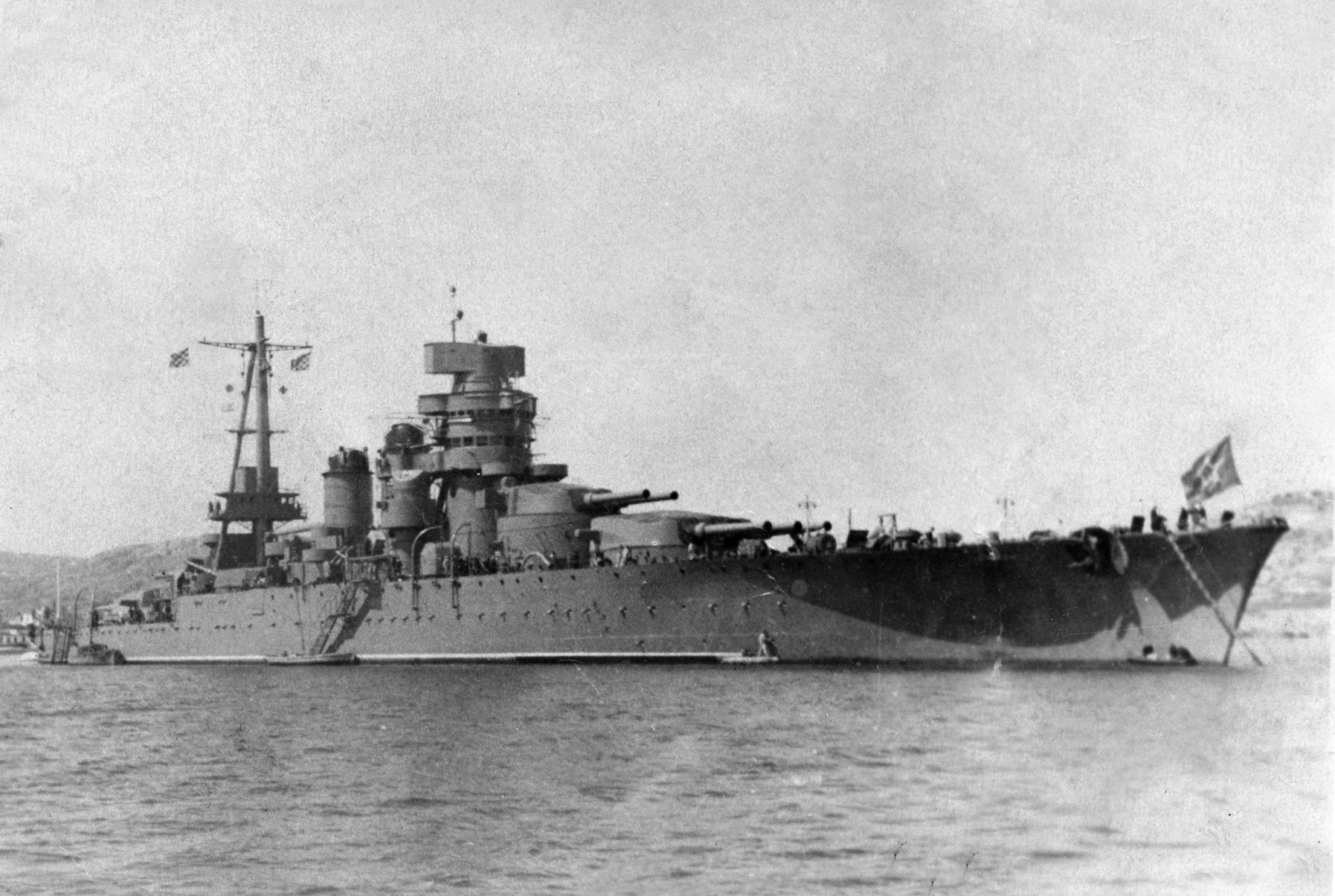
Линкор Новороссийск

В 1950 году поступил в адъюнктуру родного училища и назначен преподавателем кафедры теории корабля. Защитил диссертацию на соискание учёной степени кандидата наук, занимался научно-педагогической деятельностью на кафедре теории корабля, вёл курсы статики подводных лодок и надводных кораблей.
С июня 1956 года по июль 1957 года кандидат технических наук капитан 3 ранга Муру участвовал в работах по подъёму линкора «Новороссийск» в Севастопольской бухте. Был назначен главным инженером — заместителем командира экспедиции особого назначения (ЭОН-35) по подъёму линкора.
В 1971 году защитил докторскую диссертацию, в 1973 году стал профессором. В 1994 году присвоено звание Заслуженный деятель науки и техники РФ.
Несколько десятилетий Н. П. Муру был членом бюро научно-технического общества судостроителей имени академика А. Н. Крылова, президиума научно-технического совета Морского регистра СССР, трёх специализированных советов по присуждению учёных степеней. Был награждён четырьмя орденами СССР (в 1985 году награждён вторым орденом Отечественной войны 2 степени) и 17 медалями.
Умер Николай Петрович Муру 27 марта 2004 года, похоронен на Красненьком кладбище в Санкт-Петербурге.

## Семья
Николай Петрович Муру был женат на Лауре Миграновне Петросян  (1936—2007) — дочери контр-адмирала Петросяна М.К. Все три их сына окончили Ленинградское Нахимовское военно-морское училище. Старший сын Рубен окончил ВВМИУ имени Ф. Э. Дзержинского в 1982 году, затем служил в научно-исследовательских институтах ВМФ, окончил Военно-морскую академию и адъюнктуру по кафедре морского права академии, преподавал в академии, капитан 1 ранга, кандидат юридических наук, профессор. Средний сын Андрей окончил Нахимовское военно-морское училище в 1982 году. Младший сын Георгий — после окончания ЛНВМУ в 1983 поступил в ВВМИУ имени Ф. Э. Дзержинского, которое окончил в 1988 году, служил на судоремонтном заводе СРЗ-10 в городе Полярный Мурманской области, был главным строителем завода, капитан 1 ранга, кандидат технических наук, преподаватель Санкт-Петербургского государственного морского технического университета, в настоящее время — генеральный директор 51 центрального конструкторско-технологического института судоремонта, имеет сына Николая.

## Память
- Именем Н. П. Муру названо спасательное буксирное судно СБ-565 проекта 22870 «Профессор Николай Муру», которое 10 июня 2015 года вошло в состав ЧФ ВМФ РФ[14].
- В здании Главного Адмиралтейства, в военном городке Военно-Морского политехнического института ВУНЦ ВМФ «Военно-Морская академия», в 2018 году открыта именная аудитория ученого-кораблестроителя Николая Муру[15].